# هيو بيلينغتون
هيو بيلينغتون (بالإنجليزية: Hugh Billington)‏ (24 فبراير 1916 في المملكة المتحدة - 1988 في المملكة المتحدة) هو لاعب كرة قدم بريطاني (وحمل سابقاً جنسية المملكة المتحدة لبريطانيا العظمى وأيرلندا) في مركز الهجوم. لعب مع تشيلسي ونادي لوتون تاون ونادي ووستر سيتي.